# Gymnastik under sommer-OL 2016 – Artistiske all-around for hold (damer)
Damernes artistiske all-around for hold under sommer-OL 2016 i Rio de Janeiro blev afholdt den 9. august 2016 i HSBC Arena.